# Gbely
Gbely (în germană Egbell) este un oraș din regiunea Trnava, Slovacia, cu 5.149 locuitori.

## Demografie
| An:                | 1994 | 2004   | 2014   | 2024   |
| ------------------ | ---- | ------ | ------ | ------ |
| Număr de persoane: | 5275 | 5119   | 5183   | 4837   |
| Diferență:         |      | −2,95% | +1,25% | −6,67% |

| An:                | 2023 | 2024   |
| ------------------ | ---- | ------ |
| Număr de persoane: | 4864 | 4837   |
| Diferență:         |      | −0,55% |